# Função meromorfa
Em análise complexa, uma função complexa {\displaystyle f(z)} é dita meromorfa em uma região {\displaystyle \Omega } se for analítica (isto é, holomorfa) nessa região, à exceção de polos isolados.
De forma mais precisa, se {\displaystyle \Omega } for um aberto conexo não vazio de {\displaystyle \mathbb {C} }, diz-se que uma função {\displaystyle f} definida num subconjunto de {\displaystyle \Omega } com valores em {\displaystyle \mathbb {C} } é meromorfa se:
- o domínio de {\displaystyle f} é da forma {\displaystyle \Omega } \ {\displaystyle D}, onde {\displaystyle D} é uma parte fechada e discreta de {\displaystyle \Omega };
- {\displaystyle f} é holomorfa;
- {\displaystyle f} tem um polo em cada {\displaystyle z_{0}} ∈ {\displaystyle D}.

## Exemplos
- Qualquer função holomorfa é meromorfa.
- A função {\displaystyle f} de {\displaystyle \mathbb {C} \backslash \{0\}} em {\displaystyle \mathbb {C} } definida por {\displaystyle f(z)=1/z} é uma função meromorfa de {\displaystyle \mathbb {C} } em {\displaystyle \mathbb {C} }.
- A função {\displaystyle f} de {\displaystyle \mathbb {C} \backslash {\big (}\{0\}\cup \{1/n\ |\ n\in \mathbb {Z} \}{\big )}} em {\displaystyle \mathbb {C} } definida por {\displaystyle f(z)=1/\mathrm {sen} (\pi /z)} não é uma função meromorfa de {\displaystyle \mathbb {C} } em {\displaystyle \mathbb {C} }, pois {\displaystyle \{0\}\cup \{1/n\ |n\in \mathbb {Z} \}} não é um conjunto discreto (pois {\displaystyle 0} é um ponto de acumulação). Mas {\displaystyle f} é uma função meromorfa de {\displaystyle \mathbb {C} \backslash \{0\}} em {\displaystyle \mathbb {C} } (pois agora o conjunto dos polos de {\displaystyle f} é discreto).
- A função {\displaystyle f} de {\displaystyle \mathbb {C} \backslash \{0\}} em {\displaystyle \mathbb {C} } definida por {\displaystyle f(z)=e^{1/z}} não é uma função meromorfa de {\displaystyle \mathbb {C} } em {\displaystyle \mathbb {C} }, pois não tem um polo em {\displaystyle 0}.

## Propriedades
Seja {\displaystyle \Omega } um aberto conexo não vazio de {\displaystyle \mathbb {C} } e sejam {\displaystyle f} e {\displaystyle g} duas funções meromorfas de {\displaystyle \Omega } em {\displaystyle \mathbb {C} }. A função {\displaystyle f} tem por domínio um conjunto da forma {\displaystyle \Omega } \ {\displaystyle D_{f}} e a função {\displaystyle g} tem por domínio um conjunto da forma {\displaystyle \Omega \backslash D_{g}}, sendo {\displaystyle D_{f}} e {\displaystyle D_{g}} conjuntos fechados e discretos. Começa-se por definir {\displaystyle f+g} em {\displaystyle \Omega \backslash (D_{f}\cup D_{g})} da maneira usual: {\displaystyle (f+g)(z)=f(z)+g(z)}. Para cada {\displaystyle z_{0}\in D_{f}\cup D_{g}}, é possível que exista o limite
{\displaystyle \lim _{z\to z_{0}}{\Big [}f(z)+g(z){\Big ]}};
se for esse o caso, define-se {\displaystyle (f+g)(z_{0})} como sendo esse limite. Definindo {\displaystyle f+g} desse modo, então tem-se novamente uma função meromorfa. Pode-se definir analogamente as funções {\displaystyle f-g}, {\displaystyle f\cdot g} e {\displaystyle f/g} (esta última caso {\displaystyle g} não seja a função nula). Com estas operações, o conjunto das funções meromorfas de {\displaystyle \Omega } em {\displaystyle \mathbb {C} } passa a ter uma estrutura de corpo.
O quociente de duas funções holomorfas é uma função meromorfa. Reciprocamente, qualquer função meromorfa pode ser expressa como o quociente de duas funções holomorfas.